# Alex Yee
Pour les articles homonymes, voir Yee.
Alexander Amos Yee né le 18 février 1998 à Lewisham dans la banlieue sud-est de Londres en Angleterre est un triathlète professionnel anglais.

## Biographie

### Jeunesse
Dans les pas de son père qui est également sportif et d’où il tient ses origines chinoises, Alexander Amos Yee a commencé pré-ado à concourir sur des duathlons dans les catégories jeunes dans la région de Loughborough, il aimait rapporter chez lui, le cadeau du sportif récompensé, comme parfois une boite de chocolats. Il poursuit des études en vue d'obtenir une licence en sciences du sport et de l'exercice à l'université de Leeds Beckett, qu'il obtient en 2020. Il est champion du monde juniors de duathlon en 2016. En 2017, il est victime d'un accident de vélo où il se retrouve avec des côtes, des vertèbres cassées et un muscle cardiaque affaibli.

### Carrière en triathlon
Alex remporte l'épreuve de coupe du Monde de Le Cap en 2019. Il obtient sa première victoire en épreuve de série mondiale (WTS) à Leeds en 2021 devant l'Américain Morgan Pearson et le Belge Marten Van Riel. Il remporte la médaille d'argent aux Jeux olympiques d'été de 2020 à Tokyo ainsi que la 
médaille d'or en relais mixte.
En 2024, aux Jeux olympiques de Paris, il remporte la médaille d'or devant le Néo-Zélandais Hayden Wilde, quelques mois plus tard, il est sacré champion du monde face au Français Léo Bergère et Hayden Wilde.

### Autres pratiques sportives
Alex Yee vient également de l'athlétisme où il finit 14e du championnat d'Europe 2018 sur 10 000 m. Il pratique pendant la période hivernale le cross-country où il finit 12e du championnat d'Europe espoirs en 2019. En 2020 en raison de la Pandémie de Covid-19 et pour garder son niveau en fond, il se lança dans des courses d'athlétisme sur piste, en survolant ses records atteignant 7 min 45 secondes sur 3 000 m, 13 min 26 secondes sur 5 000 m et 27 min 51 secondes sur 10 000 m. 

### Vie privée
Alex est en couple avec sa compatriote triathlète Olivia Mathias, née comme lui en 1998, ils se sont connus dans les sélections britanniques des catégories jeunes.

## Palmarès
Le tableau présente les résultats les plus significatifs (podium) obtenus sur le circuit national et international de triathlon depuis 2018.
| Année | Compétition                                            | Pays                | Position           | Temps           |
| ----- | ------------------------------------------------------ | ------------------- | ------------------ | --------------- |
| 2024  | Jeux olympiques                                        | France              | Médaille d'or      | 1 h 43 min 33 s |
| 2024  | Grand Prix de triathlon - Étape de Fréjus              | France              | Médaille d'or      | 50 min 14 s     |
| 2024  | Coupe d'Europe - Étape super-sprint de Kitzbühel       | Autriche            | Médaille d'or      | 31 min 55 s     |
| 2024  | WTCS Cagliari                                          | Italie              | Médaille d'or      | 1 h 39 min 44 s |
| 2023  | Test Events Paris                                      | France              | Médaille d'or      | 1 h 41 min 2 s  |
| 2023  | WTCS Cagliari                                          | Italie              | Médaille d'or      | 1 h 36 min 28 s |
| 2023  | WTCS Abu Dhabi                                         | Émirats arabes unis | Médaille d'or      | 52 min 53 s     |
| 2022  | Grand Prix de triathlon - Étape de Saint-Jean-de-Monts | France              | Médaille d'or      | 51 min 36 s     |
| 2022  | Championnats du monde - Classement général             |                     | Médaille d'argent  | 4721 points     |
| 2022  | WTS Cagliari                                           | Italie              | Médaille d'or      | 1 h 40 min 19 s |
| 2022  | WTS Montréal                                           | Canada              | Médaille d'or      | 21 min 55 s     |
| 2022  | WTS Yokohama                                           | Japon               | Médaille d'or      | 1 h 43 min 30 s |
| 2021  | Jeux olympiques d'été de 2020                          | Japon               | Médaille d'argent  | 1 h 45 min 15 s |
| 2021  | Championnats du monde - Classement général             |                     | Médaille de bronze | 3289 points     |
| 2021  | WTS Leeds                                              | Royaume-Uni         | Médaille d'or      | 1 h 43 min 27 s |
| 2019  | WTS Abu Dhabi                                          | Émirats arabes unis | Médaille d'argent  | 52 min 3 s      |
| 2019  | Coupe du monde de triathlon - Étape de Le Cap          | Afrique du Sud      | Médaille d'or      | 52 min 4 s      |
| 2018  | Coupe du monde de triathlon - Étape de Weihai          | Chine               | Médaille de bronze | 1 h 53 min 30 s |

| Année | Compétition                          | Pays        | Position           | Temps           |
| ----- | ------------------------------------ | ----------- | ------------------ | --------------- |
| 2022  | Championnat du monde en relais mixte | Canada      | Médaille d'argent  | 1 h 27 min 37 s |
| 2021  | Jeux olympiques - relais mixte       | Japon       | Médaille d'or      | 1 h 23 min 41 s |
| 2020  | Championnat du monde en relais mixte | Allemagne   | Médaille de bronze | 1 h 18 min 59 s |
| 2019  | WTS Tokyo                            | Japon       | Médaille d'argent  | 1 h 26 min 33 s |
| 2019  | WTS Nottingham                       | Royaume-Uni | Médaille d'or      | 1 h 23 min 13 s |